# مقاطعة باسيك (نيو جيرسي)
مقاطعة باسيك (بالإنجليزية: Passaic County, New Jersey)‏ هي إحدى مقاطعات ولاية نيو جيرسي في الولايات المتحدة. ، بلغ عدد سكانها 501226 نسمة في عام 2010 حسب إحصاء مكتب تعداد الولايات المتحدة وتصل الكثافة السكانية فيها 1046 نسمة/كم2.

## أعلام
- بروس باومغارتنر

## وصلات خارجية
- United States Counties